# Les Ombres du passé (téléfilm, 2000)
Pour les articles homonymes, voir Les Ombres du passé.
Pour plus de détails, voir Fiche technique et Distribution.
Les Ombres du passé (Yesterday's Children) est un téléfilm américano-irlandais réalisé par Marcus Cole, diffusé en 2000, et fondé sur l'histoire vraie de Jenny Cockell.

## Synopsis
Jenny Cole vit avec son mari et son fils aux États-Unis. Elle est enceinte et commence à avoir des rêves très intenses sur une petite ville qui a une grande église. Elle commence à en parler à sa mère et sa maman lui montre des dessins qu'elle a fait quand elle était petite. À sa grande surprise, ils sont identiques aux dessins des rêves que Jenny a maintenant. Jenny et sa mère font des recherches et découvrent que les rêves concernent une petite ville appelée Malahide en Irlande dans les années 1930. La mère donne à Jenny et sa famille des billets pour se rendre en Irlande pour découvrir ses rêves. Jenny a-t-elle vécu dans le passé après tout en tant que Mary Sutton ?

## Fiche technique
- Titre français : Les Ombres du passé
- Titre original : Yesterday's Children
- Réalisation : Marcus Cole
- Scénario : Jenny Cockell, Sarah Bird, Richard Leder
- Photographie : James Bartle
- Montage : Mark W. Rosenbaum
- Musique : Patrick Williams
- Production : Jay Benson
- Société de production : Cosgrove/Meurer Productions, World International Network (WIN)
- Société de distribution : CBS (2000) (USA)
- Format : couleur - 1.33:1 - Son stéréophonique
- Pays d'origine : États-Unis / Irlande
- Langue d'origine : anglais
- Genre : Drame psychologique, Fantastique
- Durée : 93 min
- Dates de diffusion : 
  -  États-Unis : 15 octobre 2000
  -  Royaume-Uni : 3 février 2004

## Distribution
- Jane Seymour : Jenny Cole/Mary Sutton ( VF : Évelyn Séléna )
- Clancy Brown : Doug Cole
- Kyle Howard : Kevin Cole
- Claire Bloom : Margaret
- Hume Cronyn : Sonny Sutton âgé
- Denis Conway : Père Kelly
- Eoin McCarthy (en) : John Sutton
- Cillian Caffrey : Jeune Sonny Sutton
- Stanley Anderson : Dr Christopher Garrison
- Peadar Lamb : Arthur McSweeney
- Frances Burke : Elizabeth Sutton
- Devon Murray : Geoffrey Sutton
- Cian McCormack : Jeune Frank Sutton
- James McClatchie : Frank Sutton âgé
- Una Minto : Elizabeth Sutton âgée

## Tournage
Plusieurs scènes ont été tournées à Enniskerry, dans le comté de Wicklow.